# Стефан Рамулт
Стефан Ра̀мулт (на полски: Stefan Ramułt) е полски езиковед и етнограф, автор на тезата за самостоятелността на кашубския език и кашубите от останалите славяни, член на Академията на знанията в Краков.

## Научни трудове
- Podania i opowieści ludu kaszubskiego (1893)
- Słownik języka pomorskiego czyli kaszubskiego (1893)
- Statystyka ludności kaszubskiej (1899)